# Гоні
Гоні, Ґоні (італ. Goni, сард. Goni) — муніципалітет в Італії, у регіоні Сардинія,  провінція Кальярі.
Гоні розташоване на відстані близько 380 км на південний захід від Рима, 45 км на північ від Кальярі.
Населення — 498 осіб (2014).

## Демографія
Населення за роками:

Станом на 1 січня 2023 року в муніципалітеті офіційно проживали 3 іноземці з 2 країн, серед них 2 громадяни країн Євросоюзу та 1 громадянин України.

## Сусідні муніципалітети
- Баллао
- Ескалаплано
- Орролі
- Сільюс
- Сьюргус-Донігала